# Малокрасноярка
Малокрасноя́рка — село в Кыштовском районе Новосибирской области. Административный центр Малокрасноярского сельсовета.

## География
Площадь села — 76  гектар.
Село стоит на реке Тара.

## История
Основано в 1796 году в составе Бергамакской волости Тарского уезда Тобольской губернии.
1 января 1869 года становится волостным центром Мало-Красноярской волости.
24 сентября 1924 года село и волость были переданы в Татарский уезд Омской губернии.
25 мая 1925 года село становится районным центром Малокрасноярского района Барабинского округа Сибирского края.
20 февраля 1931 года район был упразднён, а село вошло в состав Кыштовского района.

## Население
| 1926 | 2002 | 2007 | 2010 |
| ---- | ---- | ---- | ---- |
| 1190 | ↘321 | ↘289 | ↘261 |

## Инфраструктура
В селе по данным на 2020 год функционируют 1 учреждение здравоохранения и 1 учреждение образования,а также сельский клуб. 5 улиц.  